# 免疫増強薬
免疫増強薬（めんえきぞうきょうやく、英: Immunostimulant）は、免疫作用・免疫応答を増強・賦活させる物質（薬剤や栄養素）の事を指す。免疫賦活薬（めんえきふかつやく）ともいう。T細胞の増殖や、マクロファージの活性を増強する。代表的なものに顆粒球マクロファージコロニー刺激因子がある。
ウイルスや癌で抑制された免疫反応を高める。抗原とともに用いて正常な免疫能を増強させるアジュバントもこれに含まれる。

## 分類
免疫増強薬は大きく2種類に分けられる。
1. 特異的免疫増強薬：ワクチンや特定の抗原提示などで、抗原特異性な免疫応答を誘導する。
2. 非特異的免疫増強薬：抗原の特異性とは無関係に作用し、他の抗原に対する免疫反応を増強したり、抗原の特異性を持たない免疫系の構成要素を刺激したりするもので、アジュバントや非特異的免疫賦活剤などがある。

### 非特異的免疫増強物質
内因性物質の中には、非特異的な免疫増強物質が多い。例えば、女性ホルモンは、適応免疫反応と自然免疫反応の両方を刺激する事が知られている。エリテマトーデスのような自己免疫疾患は、女性に多く、その発症はしばしば思春期に一致する。また、プロラクチン、成長ホルモン、ビタミンD等、他のホルモンも免疫系を制御していると考えられる
デオキシコール酸（DCA）は、非特異的免疫系の免疫賦活剤として、その主役であるマクロファージを活性化すると指摘する論文がある。これらの文献によると、体内に十分な量のDCAがあれば、非特異的免疫系の免疫反応が良好になるとされている。
その他にも様々な製品の販売業者や、カイロプラクター、ホメオパシー信者、鍼灸師などの代替医療従事者が、免疫系を刺激したり、「高める」ことができると主張しているが、一般的には意味のある説明や効果の証拠はない。

### 全般
- 抗原
- 共刺激
- 免疫原性
- アジュバント
- 免疫調節剤
- 免疫療法

### 内因性免疫増強物質
- デオキシコール酸：マクロファージ刺激物質

### 合成免疫増強薬
- イミキモドおよびレシキモド（英語版）：Toll様受容体7を介して免疫細胞を活性化する。
- イノシンプラノベクス：T細胞を活性化する。

## 参考資料
1. ↑  Kumar, S; Gupta P; Sharma S; Kumar D (2011). “A review on immunostimulatory plants”. Journal of Chinese Integrative Medicine 9 (2):  117–128. doi:10.3736/jcim20110201. PMID 21288444.
2. ↑  Wira, Charles R.; Rodriguez-Garcia, Marta; Patel, Mickey V.; Biswas, Nabanita; Fahey, John V. (2015). “Endocrine Regulation of the Mucosal Immune System in the Female Reproductive Tract”. In Mestecky, Jiri; Strober, Warren; Russell, Michael W. et al.. Mucosal Immunology (4th ed.). Academic Press. pp. 2141–2156. doi:10.1016/B978-0-12-415847-4.00110-5. ISBN 978-0-12-415847-4
3. ↑  Lang, Thomas J. (December 2004). “Estrogen as an immunomodulator”. Clinical Immunology 113 (3):  224–230. doi:10.1016/j.clim.2004.05.011. PMID 15507385.
4. ↑  Moriyama, A.; Shimoya, K; Ogata, I; Kimura, T; Nakamura, T; Wada, H; Ohashi, K; Azuma, C et al. (1 July 1999). “Secretory leukocyte protease inhibitor (SLPI) concentrations in cervical mucus of women with normal menstrual cycle”. Molecular Human Reproduction 5 (7):  656–661. doi:10.1093/molehr/5.7.656. PMID 10381821.
5. ↑  Cutolo, M; Sulli, A; Capellino, S; Villaggio, B; Montagna, P; Seriolo, B; Straub, R H (September 2004). “Sex hormones influence on the immune system: basic and clinical aspects in autoimmunity”. Lupus 13 (9):  635–638. doi:10.1191/0961203304lu1094oa. PMID 15485092.
6. ↑  King, A. E.; Critchley, HO; Kelly, RW (1 February 2000). “Presence of secretory leukocyte protease inhibitor in human endometrium and first trimester decidua suggests an antibacterial protective role”. Molecular Human Reproduction 6 (2):  191–196. doi:10.1093/molehr/6.2.191. PMID 10655462.
7. ↑  Dorshkind, Kenneth; Horseman, Nelson D. (1 June 2000). “The Roles of Prolactin, Growth Hormone, Insulin-Like Growth Factor-I, and Thyroid Hormones in Lymphocyte Development and Function: Insights from Genetic Models of Hormone and Hormone Receptor Deficiency”. Endocrine Reviews 21 (3):  292–312. doi:10.1210/edrv.21.3.0397. PMID 10857555.
8. ↑  Nagpal, Sunil; Na, Songqing; Rathnachalam, Radhakrishnan (1 August 2005). “Noncalcemic Actions of Vitamin D Receptor Ligands”. Endocrine Reviews 26 (5):  662–687. doi:10.1210/er.2004-0002. PMID 15798098.
9. ↑  Vlček, B.; Reif, A.; Seidlová, B. (1 May 1971). “Evidence of the Participation of Deoxycholate in Cancer Immunity”. Zeitschrift für Naturforschung B 26 (5):  419–424. doi:10.1515/znb-1971-0509. PMID 4398280.
10. ↑  Vlček, B (1972). “Potentiation of the immune response with DCA” (チェコ語). Praktický Lékař 52:  326–330.
11. ↑  Chyle, M; Chyle, P (1982). “Regulation of the immune response with DCA” (チェコ語). Sborník Lékařský 84:  212–218. (English summary)
12. ↑  Nicaise, Alexander (2020年6月30日). “How You Can Really Boost Your Immune System | Skeptical Inquirer” (英語). 2021年9月25日閲覧。